# National Defence Force
De National Defence Force (Arabisch: قوة الدفاع الوطني, Quwāt ad-Difāʿ al-Watanī) is een in 2012 opgerichte organisatie van Syrische milities die betrokken is geraakt bij de Syrische Burgeroorlog als officieus onderdeel van de Syrische strijdkrachten van de door alawieten gedomineerde regering. De (mannelijke en vrouwelijke) militieleden worden gerekruteerd onder minderheden zoals alawieten, christenen, sjiieten en druzen. Deze geloofsminderheden hechten veel belang aan het overleven van de Syrische staat, aangezien zij na de vervolgingen van religieuze minderheden in Egypte en Irak voor eenzelfde lot vrezen na een overwinning van extremistische moslims. Deze organisatie zou ongeveer 10.000 militieleden hebben, onder wie 500 vrouwelijke. Ook seculiere soennieten maken deel uit van de NDF.
De deelname in de NDF van minderheden zoals de druzen is niet altijd vanzelfsprekend. Zolang er sprake is van een passieve zelfverdediging van het woongebied van een minderheid lijkt dit model te werken. Zodra er echter sprake is van actieve deelname in de strijd van de regering tegen de rebellen ontstaan er spanningen tussen de regering en de minderheden.